# Petre Sălcudeanu
Petre Sălcudeanu (8. září 1930 Gligorești – 6. listopadu 2005 Bukurešť) byl rumunský spisovatel, scenárista a politik. V letech 1992–1996 byl poslancem v zákonodárném sboru, za stranu FDSN/PDSR. Sălcudeanu působil v roce 1993 jako ministr kultury Rumunska (28. srpna – 5. listopadu) za stranu PDSR a byl zakládajícím členem Svazu spisovatelů Rumunska. Vystudoval Fakultu kritiky a literatury na Lomonosovově univerzitě v Moskvě a Filozofickou fakultu v Bukurešti.

## Spisovatelská činnost
Román Biblioteca din Alexandria (česky: Alexandrijská knihovna), vydaný Rumunskou kulturní nadací v roce 1992, mu vynesl cenu Rumunského svazu spisovatelů a Cenu Rumunské akademie. Petre Sălcudeanu je tvůrcem fiktivní postavy Dědečka, který se objevuje jako protagonista série detektivních románů s forenzní tematikou.
Některé jeho knihy se setkaly s úspěchem u veřejnosti i kritiky jak v komunistickém období, např. Ucenicie printre gloanțe/Učňovská praxe mezi kulkami 1974, znovu vydáno v roce 2021 nakladatelstvím Ed. Publisol), Biblioteca din Alexandria (1980), Cina cea de taină/Poslední večeře (1984), Ochiul și marea/Oko a moře (1989)), tak i po revoluci v roce 1989.

## Filmografie

### Scenárista
- Partea ta de vină... (1963) – spolupráce: Francisc Munteanu
- Răscoala (1966)
- Aventurile lui Tom Sawyer (1968) – spolupráce: Walter Ulbrich
- Moartea lui Joe Indianul (1968) – spolupráce: Walter Ulbrich
- Cu mîinile curate (1972) – spolupráce: Titus Popovici
- Ultimul cartuș (1973) – spolupráce: Titus Popovici
- Conspirația (1973) – spolupráce: Titus Popovici
- Departe de Tipperary (1973) – spolupráce: Titus Popovici
- Vifornița (1973)
- Toamna bobocilor (1975)
- Bunicul și doi delincvenți minori (1976)
- Soldaty svobody (Vojáci svobody) (1977)
- Iarna bobocilor (1977)
- Împușcături sub clar de lună (1977)
- O lacrimă de fată (1980)
- La răscrucea marilor furtuni (1980)
- Munții în flăcări (1980)
- Întoarcerea din iad (1983) – dialogy
- Lovind o pasăre de pradă (1983)
- Prea cald pentru luna mai (1984)
- Bunicul și o biată cinste (1984)
- Întunecare (1986)
- Primăvara bobocilor (1987)
- Privește înainte cu mînie (1993)
- Dulcea sauna a morții (2003)

### Herec
- Eu, tu, și... Ovidiu (1978)